# Vassili Vassilievitch Levachov
Le comte Vassili Vassilievitch Levachov (en russe : Василий Васильевич Левашов ; 1783-1848), est un homme politique russe, Président du Conseil des ministres de 1847 à 1848, membre du Conseil d'État (1838).
Vassili Vassilievitch Levachov fut décoré de l’ordre de Saint-Janvier (Ordine di San Gennaro en italien) créé en 1738 par Charles III d’Espagne.